# Дисипативна система
Дисипативна система (на латински: dissipatio – разсейвам, разрушавам) е отворена термодинамична система, която оперира извън и далече от термодинамично равновесие в среда, с която си обменя енергия и вещество. С други думи, това е устойчиво състояние, възникнало в неравновесна среда при условията на дисипация (разсейване) на енергията, която постъпва отвън. Тази система понякога се нарича още стационарна отворена система или неравновесна отворена система. Тя се характеризира със спонтанна поява на нарушаване на симетрията и формиране на сложна, често хаотична структура.
Дисипативната структура е дисипативна система, която има динамичен режим, който в известен смисъл е във възпроизводимо стабилно състояние. Това възпроизводимо стабилно състояние може да бъде постигнато чрез естествената еволюция на системата, изкуствено, или като комбинация от двете.
Терминът дисипативна структура е въведен от Иля Пригожин, белгийски химик от руски произход, носител на Нобелова награда за химия. Разглежданите от него структури той представя като нелинейна функция от времето и разглежда способността ѝ̀ да обменя вещество или енергия с околната среда, като се дестабилизира спонтанно.